# Dscholfa (Verwaltungsbezirk)
Dscholfa (persisch شهرستان جلفا) ist ein Schahrestan in der Provinz Ost-Aserbaidschan im Iran. Er enthält die Stadt Dscholfa, welche die Hauptstadt des Verwaltungsbezirks ist. 

## Kreise
Der Verwaltungsbezirk gliedert sich in folgende Kreise:
- Zentral (بخش مرکزی)
- Siah Rud (بخش سيه رود)

## Demografie
Bei der Volkszählung 2016 betrug die Einwohnerzahl des Schahrestan 61.358. Die Alphabetisierung lag bei 87 Prozent der Bevölkerung. Knapp 73 Prozent der Bevölkerung lebten in urbanen Regionen.
| Zensusjahr | Einwohnerzahl |
| ---------- | ------------- |
| 2011       | 55.166        |
| 2016       | 61.358        |